# God Is a Dancer
"God Is a Dancer" is een nummer van de Nederlandse dj Tiësto en de Britse zangeres Mabel. De single werd uitgebracht op 20 september 2019 via Universal Music. Het nummer is geschreven door Tiësto, Violet Skies en Josh Wilkinson, en werd geproduceerd door Tiësto en Wilkinson.

## Achtergrond
Mabel kondigde de verschijning van het nummer op Instagram aan met de regels "Are You Feeling That Fire?" en "Cause the Music Is on the Way" op 17 september 2019. Op 18 september 2019 onthulde Tiësto de verschijningsdatum en het hoesontwerp op sociale media. Bij verschijnen werd een website opgezet met de titel van het nummer. Het werd tegelijkertijd beschikbaar gesteld voor 'pre-save' op iTunes en Spotify.